# Григурко Любов Василівна
Любов Василівна Григурко, у шлюбі Шешурак; нар. 1971) — радянська і українська спортсменка і тренерка; Майстер спорту СРСР з легкої (штовхання ядра) і важкої атлетики (1991), Майстер спорту України міжнародного класу (1992), Заслужений тренер України (2004). Суддя міжнародної категорії (2000).

## Біографія
Народилася 4 лютого 1971 року у селі Клебань Тульчинского району Вінницької області Української ССР.
Після закінчення сільської школи вступила в Івано-Франківський фізкультурный технікум на факультет легкої атлетики, де її наставником був Іван Шарій — відомий український спеціаліст, котрий у свій час підготовив групу висококласних штовхачів ядра і метальників молота. Відтак займалася штангою у тренерів Василя Хвуста і Василя Кулака (з 1991 року). Виступала за спортивну громаду «Колос» (Івано-Франківськ і Львів).
У 2000 році закінчила Львівський інститут фізичної культури (нині Львівський державний університет фізичної культури). У 2001—2005 роках Любов Григурко була старшою тренеркою жіночої збірної команди України по важкій атлетиці.

## Досягнення
Бронзова призерка у двоборстві Чемпіонату світу 1993 року у вагові категорії більше 83 кг. кг. Чемпіонка Європи (1992 і 1994), СНД (1992) і України (1992, 1993, 1997, 1998). 
Встановила 25 рекордів України, а також один рекорд Європи (1992 рік, 97 кг у ривку).